# Episodi di Psych (seconda stagione)
La seconda stagione della serie televisiva Psych è stata trasmessa in prima visione negli Stati Uniti d'America da USA Network dal 13 luglio 2007 al 15 febbraio 2008.
In Italia la stagione è stata trasmessa in prima visione dal canale a pagamento Steel dal 16 marzo all'11 maggio 2008, mentre in chiaro è stata trasmessa da Rete 4 dal 9 agosto al 25 ottobre 2008.
| nº | Titolo originale                           | Titolo italiano          | Prima TV USA      | Prima TV Italia |
| -- | ------------------------------------------ | ------------------------ | ----------------- | --------------- |
| 1  | American Duos                              | Duetti americani         | 13 luglio 2007    | 16 marzo 2008   |
| 2  | 65 Million Years Off                       | Il dinosauro assassino   | 20 luglio 2007    | 23 marzo 2008   |
| 3  | Psy vs. Psy                                | Scontro di sensitivi     | 27 luglio 2007    | 23 marzo 2008   |
| 4  | Zero to Murder in Sixty Seconds            | Un caso troppo facile    | 3 agosto 2007     | 30 marzo 2008   |
| 5  | And Down The Stretch Comes Murder          | Assassinio all'ippodromo | 10 agosto 2007    | 30 marzo 2008   |
| 6  | Meat Is Murder, But Murder Is Also Murder  | Critiche avvelenate      | 17 agosto 2007    | 6 aprile 2008   |
| 7  | If You're So Smart, Then Why Are You Dead? | Quasi geni               | 24 agosto 2007    | 6 aprile 2008   |
| 8  | Rob-A-Bye Baby                             | Operazione tata          | 7 settembre 2007  | 13 aprile 2008  |
| 9  | Bounty Hunters!                            | Cacciatori di taglie     | 14 settembre 2007 | 13 aprile 2008  |
| 10 | Gus' Dad May Have Killed an Old Guy        | Profumo d'omicidio       | 7 dicembre 2007   | 20 aprile 2008  |
| 11 | There's Something About Mira               | Per amore di Mira        | 11 gennaio 2008   | 20 aprile 2008  |
| 12 | The Old & The Restless                     | Una scomparsa sospetta   | 18 gennaio 2008   | 27 aprile 2008  |
| 13 | Lights, Camera… Homicidio                  | Omicidio sul set         | 25 gennaio 2008   | 27 aprile 2008  |
| 14 | Dis-Lodged                                 | Veleno in polvere        | 1º febbraio 2008  | 4 maggio 2008   |
| 15 | Black and Tan: A Crime of Fashion          | Modelli assassini        | 8 febbraio 2008   | 11 maggio 2008  |
| 16 | Shawn (and Gus) of the Dead                | La mummia assassina      | 15 febbraio 2008  | 11 maggio 2008  |

## Duetti americani
- Titolo originale: American Duos
- Diretto da: John Landis
- Scritto da: Steve Franks

### Trama
1987: Gus e Shawn fanno uno spettacolo con la scuola vestiti rispettivamente da Michael Jackson e Roland Orzabal.
2007: Nigel St. Niegel, odiatissimo giudice dello show televisivo American Duos subisce vari attentati alla vita e per questo chiede protezione alla polizia, la quale a sua volta chiede l'aiuto di Shawn e Gus, che vanno a indagare sotto copertura come partecipanti. Sarà Jules a insegnare i due a ballare e a fare da coreografa per il loro spettacolo, in maniera quasi maniacale.
Nel frattempo Nigel St. Nigel viene portato a casa di Henry Spencer, provocando non pochi fastidi all'uomo
Indagando, il "sensitivo" scopre che la sospettata principale, Emilina Saffron è innocente e il vero colpevole è il terzo giudice, Zapato che vuole vendicarsi in quanto costretto a vivere all'ombra di St. Nigel. Il quale smascherato il suo attentatore trova modo di criticare anche lui.
Shawn e Gus eseguono la loro performance e conquistano il pubblico, ma vengono pesantemente criticati da St. Nigel e squalificati.
- Altri interpreti: Liam James (Shawn da bambino), Carlos McCullers II (Gus da bambino), Sage Brocklebank (Buzz McNab), Tim Curry (Nigel St. Nigel), Cristián de la Fuente (Zapato Dulce), Scott Nicholas Perrie (Bevin Rennie Llywellen), Gina Gershon (Emilina Saffron), Peter Benson (Laster Beacon), Richard Ardut (Rance Cade), Ben Cotton (Chance Cade).
- Ascolti USA: telespettatori 4 330 000[1].
- Nota. Da questo episodio l'attrice Kirsten Nelson (Karen Vick) comparsa precedentemente in quasi ogni episodio solo come guest star viene promossa ufficialmente a regular star.

## Il dinosauro assassino
- Titolo originale: 65 Million Years Off
- Diretto da: Tim Matheson
- Scritto da: Steve Franks

### Trama
1987: Per un progetto scolastico sui dinosauri Gus mette tutto l'impegno e realizza una iperrealistica testa di tirannosauro a grandezza reale mentre Shawn arriva all'ultimo secondo e monta il modellino di un dinosauro su un'automobilina telecomandata impressionando la classe e la maestra per la creatività e vincendo anche un premio.
2007: Lassiter passa un periodo di incredibile fortuna risolvendo un caso dopo l'altro e Shawn si sente escluso perché la polizia non sembra avere più bisogno di lui; la situazione non migliora quando viene trovato al molo il cadavere di un uomo con quello che sembra un enorme morso sullo stomaco e il "sensitivo" (riconoscendo la forma dei morsi) sostiene sia stato un Tyrannosaurus rex.
Pur senza il sostegno di nessuno Shawn insegue la sua teoria scoprendo che l'uomo era un paleontologo che aveva scoperto i resti di un dinosauro in una fattoria ed era stato assassinato poiché il fattore non voleva che altra gente venisse a scavare nella sua proprietà timoroso del fatto che scoprissero un omicidio da lui commesso anni prima. Nella colluttazione il paleontologo era caduto sulla mandibola dell'essere e questo era il motivo della ferita.
Psych riesce così in un colpo solo a risolvere un omicidio avvenuto anni prima, uno attuale e riportare alla luce un dinosauro.
- Altri interpreti: Liam James (Shawn da bambino), Carlos McCullers II (Gus da bambino), Sage Brocklebank (Buzz McNab), Tim Henry (contadino Walker), Barry Levy (Doug Devette), David Purvin (Franzen).
- Ascolti USA: telespettatori 3 900 000[2]

## Scontro di sensitivi
- Titolo originale: Psy vs. Psy
- Diretto da: Mel Damski
- Scritto da: Andy Berman

### Trama
1987: Henry cerca di convincere il preside della scuola di Shawn che il figlio ha contraffatto la sua firma sul permesso per la gita scolastica ma l'uomo risulta incredulo a sentire che un bambino di dieci anni possa falsificare tanto bene una firma e dunque Shawn la fa franca.
2007: Per arrestare un pericoloso falsario il Dipartimento di Polizia di Santa Barbara deve collaborare con l'FBI ed anche Shawn si trova in competizione quando conosce la sensitiva federale Linsday Leiken che sembra avere veri poteri paranormali ed essere molto più brava di lui tanto da fargli fare una figuraccia davanti ai colleghi e ai federali.
Shawn e Gus tuttavia si riscattano portando per primi i colleghi alla base operativa del falsario che scoprono abbandonata da poco. Quella sera Linsday e Shawn decidono di cooperare e di unire i loro "poteri psichici" ma finiscono a letto insieme ed al risveglio Shawn capisce che l'ha raggirato quando Gus lo chiama per dirgli che hanno trovato il falsario morto.
Shawn riesce a fermare Linsday all'aeroporto e dimostra che in realtà la "sensitiva" federale era in combutta col falsario, che lei ha ucciso per intascare tutti i soldi ricavati dalla contraffazione.
- Altri interpreti: Liam James (Shawn da bambino), Carlos McCullers II (Gus da bambino), Lou Diamond Phillips (Agente speciale Lars Ewing), Bianca Kajlich (Linsday Leiken), Peter Kelamis (preside Petlic), Juan Carlos Velis (Jorge Cloonie), Pamela Perry (Mildred), Derek Verteeg (Grabinski).
- Ascolti USA: telespettatori 4 810 000[3]

## Un caso troppo facile
- Titolo originale: Zero to Murder in Sixty Seconds
- Diretto da: Stephen Surjik
- Scritto da: Saladin K. Patterson

### Trama
1987: Gus e Shawn fanno una corsa con la bicicletta e la vittoria va a Gus, Shawn si chiede come abbia potuto perdere dato che la sua bici era migliore e Henry gli rimprovera che ha pensato troppo a come migliorare la bicicletta dal punto di vista estetico dimenticandosi della cosa più importante: l'allenamento.
2007: Shawn indagando sul furto dell'auto di Lassiter scopre per caso un ladro di autovetture che finisce in prigione tutti ne sono entusiasti e lo definiscono il miglior caso del "sensitivo", che stavolta ha perfino superato il record del dipartimento per la velocità di soluzione di un caso.
Il ragazzo però non è soddisfatto perché pensa sia stato troppo facile per cui indaga più a fondo scoprendo che dietro a tutto si nasconde un ben più largo spaccio di droga in cui le partite venivano proprio nascoste nei cerchioni delle auto rubate.
- Altri interpreti: Liam James (Shawn da bambino), Carlos McCullers II (Gus da bambino), Sage Brocklebank (Buzz McNab), Malcolm Barrett (Wally), Anita Brown (Chelsea), David Coles (Johnny G.).
- Ascolti USA: telespettatori 3 730 000[4]

## Assassinio all'ippodromo
- Titolo originale: And Down the Stretch Comes Murder
- Diretto da: Michael Zinberg
- Scritto da: Josh Bycel

### Trama
1987: Shawn e Gus alle elementari vengono tiranneggiati da un bullo di nome Jimmy "Tritolo", il quale viene espulso per colpa di Shawn, che fa la spia rivelando che il bullo ha lanciato una pallina di carta alla maestra facendole perdere l'equilibrio e cadere dalle scale.
2007: Jimmy, divenuto un fantino, si presenta alla Psych e assume i due perché crede che dietro al fatto che tutti i cavalli da lui montati nelle ultime corse abbiano rallentato arrivati in curva nord ci siano spiegazioni paranormali. Gus è restio a lavorare per il bullo della loro infanzia ma Shawn si sente in colpa per la sua espulsione e accetta l'incarico.
I due vanno dunque all'ippodromo a indagare ma qui durante una corsa un fantino viene assassinato e la colpa ricade su Jimmy, Shawn scopre però che i veri responsabili sono l'annunciatore, uno scommettitore ed un fotografo che lavorano all'ippodromo i quali per truccare le corse sparano dei dardi soporiferi agli animali, uno di essi tuttavia ha erroneamente colpito un fantino uccidendolo.
Nell'epilogo Jimmy si scusa per i suoi comportamenti con i due alle elementari e Shawn gli rivela che fu lui il colpevole della sua espulsione, il fantino gli risponde che non gli porta rancore e dunque si salutano. Gus rivela allora che non avrebbe dovuto scusarsi poiché in realtà fu lui a sparare la pallina.
- Altri interpreti: Liam James (Shawn da bambino), Carlos McCullers II (Gus da bambino), Sage Brocklebank (Buzz McNab), Alberto Ghisi (Jimmy "Tritolo" Nicholas da bambino), Ben Giroux (Jimmy "Tritolo" Nicholas da adulto), Don Thompson (Phil), Mike Matilda (Juan Carlos), Howard Hessman (Barry Saunder), Jessica Olafson (Janine Nicholas).
- Ascolti USA: telespettatori 4 430 000[5].

## Critiche avvelenate
- Titolo originale: Meat Is Murder, But Murder Is Also Murder
- Diretto da: Eric Laneuville
- Scritto da: Daniel Hsia

### Trama
1987: Shawn cerca di convincere il padre a togliergli una punizione preparandogli la colazione ma Henry scopre che il cuoco è in realtà Gus.
2007: Un noto critico culinario viene trovato morto per avvelenamento, a causa delle pessime recensioni fatte a tutti i ristoranti della città la lista dei sospettati è enorme e dunque Shawn e Gus decidono di indagare da vicino insidiandosi nella redazione dove è edito il giornale su cui veniva pubblicata la rubrica di cucina dell'uomo.
Il tutto è complicato dalla presenza dello zio di Gus: Burton "Burt" Guster, convinto che il sensitivo sia il nipote. Dunque davanti a lui sono costretti a fingere che sia così senza però sistemare l'inganno alla polizia e alla stampa.
Shawn si fa dunque assegnare la rubrica dell'oroscopo e dopo una serie di previsioni scalcinate e soggettive (prese alla lettera da Jules e Lassiter) e di indagini clandestine scopre che il vero colpevole dell'omicidio era proprio un collega del critico che voleva farsi assegnare la rubrica culinario dell'uomo.
- Altri interpreti: Liam James (Shawn da bambino), Carlos McCullers II (Gus da bambino), Sage Brocklebank (Buzz McNab), John Amos (Burton "Burt" Guster), Christopher Jacot (Nick), Jennifer Clement (sig.ra Wagner), Peter Grasso (Chef Antonio), William McDonald (Phil), Kyle Jespersen (Cooper), Dan Joffre (Ronald), Yee Jee Tso (Perry).
- Ascolti USA: telespettatori 3 810 000[6]

## Quasi geni
- Titolo originale: If You're So Smart, Then Why Are You Dead?
- Diretto da: Arlene Sanford
- Scritto da: Anupam Nigam

### Trama
1987: Henry insegna al figlio a giocare a scacchi ed il ragazzo, pur ritenendo il gioco noioso, riesce in poche mosse a dare scacco al padre.
2007: Due ragazzi di una scuola per bambini prodigio assumono Shawn e Gus per scoprire un assassino nella loro scuola di cui hanno captato una telefonata. I due accettano e come copertura vanno lì a lavorare come insegnanti di "fisica sensitiva" o "sensifisica", anche se diversi studenti sospettano che le sue visioni sono solo doti d'osservazione.
Nel frattempo Jules come regalo per il suo primo anniversario di servizio a Santa Barbara chiede a Lassiter di assegnargli un caso ufficiale completamente sotto la sua gestione, il detective acconsente e gli assegna lo stesso caso cui lavora Psych. Inoltre la riempie di direttive per farla agire esattamente come agirebbe lui.
Alla fine Shawn, Gus e Jules (che ha deciso di fare di testa sua), scoprono che l'uomo sentito al telefono dai ragazzi in realtà è un loro compagno di classe che si finge un adolescente per prendere il diploma negatogli quindici anni prima per motivi di condotta. Questi ha assassinato un professore poiché colpevole d'aver scoperto il suo inganno.
Nel finale Lassiter si complimenta finalmente con Jules ed ammette che è una brava poliziotta, come pegno le lascia le sue manette portafortuna.
- Altri interpreti: Liam James (Shawn da bambino), Sage Brocklebank (Buzz McNab), Calum Worthy (Shokley), Jeffrey Tedmori (Goddard), Shane Meier (Kirk), Andrew Mcilroy (Hahn), Craig Veroni (Reily), Crystal Lowe (Daphne), Gabe Khout (Jamison).
- Ascolti USA: telespettatori 4 250 000[7].

## Operazione tata
- Titolo originale: Rob-A-Bye Baby
- Diretto da: Paul Lazarus
- Scritto da: Tami Sagher

### Trama
1987: Henry cerca di rispondere alla domanda di Shawn su come nascano i bambini ma non trovando le parole giuste si arrende e decide di mandarlo a chiedere a sua madre.
2007: il capo Vick assume Shawn e Gus per una missione molto speciale: trovarle una tata per sua figlia. Annoiato del caso Shawn inizia a cercare intorno a sé casi più stimolanti arrivando a scoprire di una serie di furti avvenuti tutti nello stesso quartiere e capisce che tutto ciò ha un qualche collegamento con le tate di un'agenzia chiamata il Palloncino rosso.
Tuttavia l'assenza di sonno dovuta ai pianti della bambina porta la Vick in uno stato di rabbia e paranoia in preda al quale sfoga le sue ire su chiunque gli capiti a tiro, tra cui Lassiter che a sua volta sfoga le sue ire su altri ed il tutto si riversa sopra l'unica persona incapace di prendersela con qualcuno: Jules.
Shawn non riuscendo neanche ad avvicinare la Vick per farsi assegnare il caso decide di chiedere collaborazione a Jules che si finge sua moglie per infiltrarsi nell'agenzia di tate e scovarne i traffici; ovvero che usano telecamere speciali per controllare le case dei vicini e carpirne i codici dei sistemi di sicurezza e derubarle in seguito.
Alla fine il nipote della Vick si offre di tornare a farle da tata.
- Altri interpreti: Liam James (Shawn da bambino), Sage Brocklebank (Buzz McNab), Bernadeta Wrobe (Jayne), Sarah Lind (Ada), Nicole Oliver (Abby Daniels).
- Ascolti USA: telespettatori 3 970 000[8].

## Cacciatori di taglie
- Titolo originale: Bounty Hunters
- Diretto da: Josh Badham
- Scritto da: Andy Berman

### Trama
1987: Shawn e Gus osservano un cacciatore di taglie (Byrd) portare un criminale alla polizia e ne restano affascinati, Henry prontamente li riprende che quell'uomo è un mezzo fuorilegge e l'ammirazione è fuori luogo, ma Shawn pensa comunque che sia figo.
2007: Jules commette un errore di distrazione durante il trasporto di un criminale arrestato per l'omicidio di una donna e questo scappa, il marito della vittima dunque assume Byrd, ormai vicino al pensionamento per ricatturarlo, il Dipartimento dunque rischia di perdere la faccia ed impegna tutte le sue risorse nella ricerca, Lassiter però taglia fuori Jules dalle indagini e lei ci resta male sentendosi in colpa per l'accaduto.

La "chiacchierata a quattr'occhi" (Very Close Talk) tra Shawn e Jules.

Shawn, vedendola così, decide di aiutarla e mettere il criminale di nuovo dietro le sbarre, sebbene questo lo porti a mettersi contro il suo eroe d'infanzia Byrd. Shawn e Gus si uniscono alla caccia all'uomo ma scoprono che l'inafferrabile criminale in realtà è innocente e che il vero assassino in realtà è il marito della donna, il quale ha assunto Byrd per togliersi l'unico testimone dai piedi. La polizia arresta dunque sia lui che Byrd, mentre il ricercato originale viene arrestato solo per furto.
Jules ringrazia Shawn per l'aiuto e per poco i due non si baciano ma si limitano ad un lungo faccia a faccia poiché la ragazza pensa sarebbe un errore, Shawn rispetta la sua volontà e se ne va sorridendo mentre Jules inizia a smontare e rimontare la sua pistola per sbollire la tensione.
- Altri interpreti: Liam James (Shawn da bambino), Carlos McCullers II (Gus da bambino), Sage Brocklebank (Buzz McNab), W. Earl Brown (Dwayne Tancana), Kevin Sorbo (Byrd Tatums), Mark Pawson (Cole), Brock Johnson (cugino di Cole).
- Ascolti USA: telespettatori 4 150 000[9].

## Profumo d'omicidio
- Titolo originale: Gus' Dad May Have Killed an Old Guy
- Diretto da: Oz Scott
- Scritto da: Saladin K. Patterson

### Trama
1987: Gus e Shawn giocando a palla la fanno finire al di là della staccionata del vecchio e burbero signor Fuller e Gus scavalca per andare a riprenderlo ma viene scoperto.
2007: Alla vigilia di natale Shawn e Gus vengono invitati da Jules a cena con la sua famiglia ma hanno già un impegno coi genitori di Gus, cui Shawn ha deciso di mostrare che non è una cattiva influenza per il figlio.
Dunque consigliano alla detective di invitare Lassiter al loro posto perché non resti solo durante le feste.
Il padre di Gus viene tuttavia accusato dell'omicidio del vicino di casa e Psych indagherà avendo così occasione di dimostrare la propria maturità (Gus) e serietà (Shawn) alla coppia che scagiona da ogni accusa trovando la vera assassina.
Nel frattempo Lassiter sconvolge i nipotini di Jules ed il resto della sua famiglia durante le feste con i suoi modi burberi.
- Altri interpreti: Liam James (Shawn da bambino), Carlos McCullers II (Gus da bambino), Sage Brocklebank (Buzz McNab), Phylicia Rashād (Winnie Guster), Ernie Hudson (Bill Guster), Maureen Thomas (Gladys), French Tickner (Carl), Joseph May (Bruce), Carrie Genzel (Rosa), Robert Harper (Fuller), Luke Gair (Drake O'Hara), Gig Morton (Finn O'Hara), Cainan Wiebe (Isaac O'Hara).
- Ascolti USA: telespettatori 3 670 000[10]
- Nota. In questo episodio la sigla I Know, You Know dei Friendly Indians (La band del creatore della serie Steve Franks) viene modificata con un tema natalizio.

## Per amore di Mira
- Titolo originale: There's Something About Mira
- Diretto da: Joanna Kerns
- Scritto da: Josh Bycel

### Trama
1987: Henry, Shawn e Gus ad un ristorante osservano un uomo fare una proposta di matrimonio a una donna.
2007: Un detective privato pedina Shawn e Gus, questi si scopre essere mandato da Mira, la moglie di Gus da cui è separato da cinque anni. Essa, in vista del suo secondo matrimonio, vorrebbe che Gus firmasse le carte del divorzio, il promesso sposo della donna però non si presenta alla cerimonia e Gus sospetta sia un trucco di Mira per riavvicinarlo, ma scopre di sbagliarsi quando l'uomo ricompare all'ultimo momento.
Lassiter scopre che Jules ha totalizzato un punteggio più alto del suo al test da detective (98.4 contro 97.2) e diventa invidioso e competitivo tanto da iniziare una sorta di gara con lei per scoprire chi è il migliore. Competizione che finirà quando Shawn rivelerà che lui a quindici anni ha fatto il test ottenendo 100, lasciando entrambi scioccati.
Intanto emerge che il marito di Mira è in realtà in combutta con il detective privato che li ha seguiti per derubare la vigna della donna, ma l'intervento di Psych e della polizia impedirà una strage.
- Altri interpreti: Liam James (Shawn da bambino), Carlos McCullers II (Gus da bambino), Sage Brocklebank (Buzz McNab), Kerry Washington (Mira Gaffney), Obba Babatunde (David Gaffney), Telma Hopkins (Phylis Gaffney), Dylan Neal (Jann), Roger Haskett (Mace Rhodan).
- Ascolti USA: telespettatori 4 690 000[11].

## Una scomparsa sospetta
- Titolo originale: The Old & The Restless
- Diretto da: Jason Ensler
- Scritto da: Anupam Nigam

### Trama
1987: Shawn guarda la spiaggia assieme al nonno, il quale gli consiglia di non dare troppo peso a ciò che dice il padre, perché nella vita deve divertirsi e, ogni tanto usare l'immaginazione.
2007: Shawn e Gus indagano sulla scomparsa di un ottantenne da una casa di riposo e per farlo intrufolano Henry al suo interno, il quale seppure all'inizio fosse lì contro la sua volontà (fingendosi il nonno e non il padre) in breve inizierà a divertirsi.
Nel frattempo Lassiter e Jules devono rimettere in riga il figlio teppista del vicesindaco il quale però sembra non curarsi dei loro ammonimenti ed è più interessato alla bella O'Hara.
Shawn e Gus intanto scoprono che l'anziano è ricoverato in un ospedale dopo essere stato trovato per strada privo di sensi mentre faceva jogging come ogni giorno. L'uomo in realtà è in coma indotto per un farmaco somministrato a lui e ad altri pazienti della casa di riposo da un'infermiera che voleva liberare un posto per far entrare sua madre nell'istituto.
Psych riesce a risolvere il caso mentre O'Hara in soli cinque minuti di discorso in privato riesce a rimettere il ragazzo in riga sebbene non si sappia cosa gli ha detto esattamente.
- Altri interpreti: Liam James (Shawn da bambino), Brian Doyle-Murray (Nonno Spencer), Curtis Armstrong (Jervis), Joan McMurtrey (Meredith), David Lambert (J.J.), Linda Sorensen (Chelsea), Karin Konoval (Pamela), Ken Kramer (Buddy), Joe Costa (Rodrigo), Biski Gugushe (Walker), Nicolas Von Zill (Oswald), Ray Pochmara (Talmadge), Ron Selmour (Darryl).
- Ascolti USA: telespettatori 3 860 000[12].

## Omicidio sul set
- Titolo originale: Lights, Camera… Homicidio
- Diretto da: Andy Berman
- Scritto da: Matt Shakman

### Trama
1987: Shawn sorprende Henry a guardare una telenovela in TV e lui gli dice per giustificarsi che la stava seguendo perché è istruttiva la recitazione degli attori serve a capire quando un sospetto sta mentendo, Shawn allora apprende che recitare è come mentire.
2007: Un protagonista di una soap opera argentina viene ucciso con un coltello che avrebbe dovuto essere solo un oggetto di scena ma si è rivelato vero, l'attore che lo ha pugnalato in quella scena viene messo sotto accusa e arrestato, dunque Shawn per indagare si fa assumere all'interno del cast ricoprendo il nuovo ruolo vacante e diventando in pochi giorni l'idolo dei fan.
Nel frattempo Jules cerca di fare amicizia con una nuova recluta e subisce una denuncia per molestie. Apprende allora da Karen Vick che nessuna donna della polizia ha un'amica, neanche loro lo sono. Cosa che lascia la ragazza turbata.
Shawn scopre infine che l'assassina è una ragazza della troupe incapace di distinguere la realtà dalla finzione.
Durante l'episodio si scopre inoltre che tutti i personaggi a parte Shawn e Lassiter seguono la telenovela.
- Altri interpreti: Liam James (Shawn da bambino), Sage Brocklebank (Buzz McNab), Saul Rubinek (Lans Rostin), Matt Cedeño (Jorge Gama-Lobo), Alex Meneses (Quinessa Gabriel), Gizza Elizondo (Anita), Tosha Dorian (Kelly).
- Ascolti USA: telespettatori 4 660 000[13].
- Nota. In questo episodio il testo della sigla I Know, You Know dei Friendly Indians (La band del creatore della serie Steve Franks) è cantato in lingua spagnola.

## Veleno in polvere
- Titolo originale: Dis-Lodged
- Diretto da: Mel Damski
- Scritto da: Tim Meltreger

### Trama
1987: Henry trova Shawn e Gus sotto una tenda da campeggio in salotto con il barbecue acceso, i due dicono di aver fondato un club segreto ma appena lui chiede quali sono le regole i bambini capiscono di non essere d'accordo.
2007: Shawn scopre per caso che il padre faceva parte di una loggia massonica segreta e lo segue fin dentro la sede scoprendo che il gran maestro è stato assassinato, dalle prime analisi risulta che sia stato morso da un serpente brasiliano, tuttavia è morto davanti a tutti durante una cerimonia.
I due investigatori diventano membri della loggia per indagare con discrezione.
Le accuse ricadono sul suocero di Lassiter, Irving Parker, dunque l'uomo inizia a collaborare con Shawn per scagionarlo, scoprendo che il vero colpevole è il tesoriere della loggia, il quale si appropriava indebitamente dei fondi depositati dai confratelli ed era stato scoperto dal gran maestro e ricattato, dunque l'ha ucciso con del veleno in polvere nel cappuccio da cerimonia.
- Altri interpreti: Liam James (Shawn da bambino), Carlos McCullers II (Gus da bambino), Ivan Vance (Arthur Holmstorm), Mark Burgess (dott. Roger Downs), Philip Baker Hall (Irving Parker), Malcolm Stewart (Ted Archibald), Jason Logan (Gran Maestro).
- Ascolti USA: telespettatori 4 070 000[14].

## Modelli assassini
- Titolo originale: Black and Tan: A Crime of Fashion
- Diretto da: Mel Damski
- Scritto da: Steve Franks e James Roday

### Trama
1987: Il giorno della foto di classe Shawn non indossa il gilet cui sua madre tiene tanto e cerca di uscire di nascosto con una maglietta di Supercar, ma il padre lo scopre e lo costringe a indossarlo.
2007: È il compleanno di Gus e per festeggiare Shawn lo porta in una festa privata di fotomodelli, dove assistono però all'omicidio del direttore per via di un incidente elettrico, Shawn è subito stregato dal caso ma Gus non vuole risolverne fino alla fine del giorno del suo compleanno, dunque solo passata la mezzanotte i due iniziano a indagare e per farlo si fingono modelli di nome Black e Tan ed entrano nell'agenzia per scoprire il colpevole.
Tre giorni dopo al funerale anche la moglie muore mentre fa il discorso di commiato e l'agenzia viene affidata alla socia minoritaria Emily, che di conseguenza diviene la principale indiziata.
Dopo mille frivolezze che finiscono per contagiare non solo Gus ma anche Lassiter e Jules, Shawn scopre l'accaduto, ovvero che i due si sono uccisi a vicenda (lui avvelenava lei e lei l'ha scoperto e fulminato) per svelarlo fa la sua solita sceneggiata da "sensitivo" sul palcoscenico che si conclude però in un nulla di fatto dato che non c'è nessuno da arrestare.
- Altri interpreti: Liam James (Shawn da bambino), Amanda Detmer (Ciaobella Masterson), Melanie Lynskey (Emily Bloom), Jilon Ghei (Hassenfeffer), Amanda Pays (Susan B.), Amber Borycki (Berlinda), Corey Sevier (Bryan Frour), Katharine Isabelle (Sigrid), McKenzie Gray (Gregor Überstein), David Hurwitz (William), Ian Rozylo (Doorman), Fiona Wrong (Samantha).
- Ascolti USA: telespettatori 3 510 000[15]

## La mummia assassina
- Titolo originale: Shawn (and Gus) of the Dead
- Diretto da: Steve Franks
- Scritto da: Steve Franks

### Trama
1987: Shawn non volendo andare a dormire guarda di nascosto il film horror che i genitori vedevano in TV e ne rimane terrorizzato, il padre perciò lo rassicura a modo suo dicendo che i morti non camminano, per lo più si decompongono, puzzano e perdono liquidi.
2007: Al museo di Santa Barbara viene rubata una mummia, tuttavia l'edificio non presenta segni di forzatura esterna o interna e perciò la responsabile desidera che sia Shawn ad occuparsene. Il "sensitivo" vedendo delle impronte interne alla teca si rende conto che la creatura ne sia uscita con le sue gambe. La situazione degenera quando si trova l'addetto della sicurezza strangolato e dalle analisi emergono sul suo collo tracce di lino e spore di 3000 anni.
Nel frattempo Karen Vick annuncia che sta per dimettersi dall'incarico perché la sua condizione di capo ad interim non è stata rinnovata, Lassiter, Jules, Shawn e Gus sono abbattuti ma ormai la decisione è stata presa.
Al museo Shawn comprende che il vero colpevole è il signor Wyles, sovrintendente della struttura, il quale non ha mai fatto arrivare davvero la mummia bensì si era sostituito ad essa fin dal primo giorno al fine di recuperare un'arma in avorio ceduta involontariamente al museo con cui anni prima ha ucciso il padre, sfortunatamente per lui il suo tentato furto è stato scoperto dal custode che ha strangolato per non avere testimoni.
Il caso finisce in seconda pagina sui giornali e la squadra intera fa una menzione speciale alla Vick così da convincere il sindaco a darle ufficialmente l'incarico di capo della polizia.
In appendice Shawn va a casa del padre dopo l'insistenza di questi che gli dice di dovergli parlare di una cosa urgente il ragazzo non lo ascolta e fa per lasciare l'abitazione quando si trova davanti la più inaspettata delle sorprese: sua madre.
- Altri interpreti: Liam James (Shawn da bambino), Sage Brocklebank (Buzz McNab), Peggy Logan (detective Rumper), Don Broach (Raymond Sauter), David Lovgren (William Wyles IV), Dorian Brown (Sophie Morris Bridgewell), Scott Nicholson (William Wyles III).
- Ascolti USA: telespettatori 4 700 000[16]
- Nota. Al museo è esposto il dinosauro rinvenuto da Psych nell'episodio Il dinosauro assassino con una targhetta di merito all'agenzia investigativa.